# Phyllis Schlafly
Phyllis McAlpin Stewart Schlafly (St. Louis, 15 de agosto de 1924 — 5 de setembro de 2016) foi uma advogada constitucionalista, ativista conservadora, escritora, palestrante e fundadora do Eagle Forum. Schlafly era conhecida por suas firmes posições políticas e sociais, sua oposição ao feminismo moderno.